# استن تاتکین
استن تاتکین بنیانگذار موسسه آموزشی PACT و توسعه دهنده پاکت-آ رویکرد زیست شناسی روان در درمان زوجین است.  PACT تلفیقی از علم اعصاب، قوانین تحریک پذیر و نظریه دلبستگی است. این روش درمانی متمرکز بر وابستگی اولیه و تأثیر آن بر رشد مغز و سیستم عصبی است. همچنین، PACT، زوج ها را تشویق می کند تا در روابطی با عملکرد امن شرکت کنند، حتی اگر افراد، خود، دلبستگی خوبی نداشته باشند. تاتکین نویسنده کتاب سیم کشی برای آشنایی می باشد: چگونگی درک نوروبیولوژی و سبک دلبستگی  می تواند به شما کمک کند که جفت ایده‌آل خود را پیدا کنید.   کتاب سیم کشی برای عشق: چگونگی درک مغز شریک زندگی و سبک دلبستگی می تواند به شما کمک کند تا اختلال را از بین ببرید و یک رابطه امن برقرار کنید. کتاب مغز شما در عشق: زیست شناسی اعصاب روابط سالم، و همچنین نویسنده ی همکار با ماریون Soloman از عشق و جنگ در روابط صمیمی: ارتباط، قطع ارتباط و مقررات متقابل در درمان زوج. او در کالاباساس، کالیفرنیا، یک کار خصوصی دارد و به عنوان استادیار در دانشکده پزشکی دیوید جفن، بخش درمان خانواده کار می کند. 